# Eureka Seven
Eureka Seven (jap. 交響詩篇エウレカセブン, Kōkyōshihen Eureka Sebun, wörtlich: „symphonisches Buch der Psalmen Eureka Seven“; im Untertitel auch: Psalms of Planets Eureka seveN) ist eine Anime-Fernsehserie des Studios Bones aus dem Jahr 2005, die aus 50 Folgen besteht zu denen im Jahr 2012 eine Anschluss-Folge kam. Zur Serie erschien 2009 auch ein Kinofilm, ab 2017 eine Kino-Trilogie, ein Manga, drei Videospiele und eine Romanreihe. Mit der Serie Eureka Seven AO erschien 2012 eine Fortsetzung über eine Nachfolge-Generation, die auf der Serie bis Folge 50 fußt.
Die Serie handelt in einer fernen Zukunft von einem Planeten der von ungewöhnlichen Zuständen geprägt ist, und von dem 14-jährigen Jungen Renton Thurston, der sich einer Gruppe von Mecha-Surfer-Rebellen mit dem Luft- und Raumschiff Gekkostate anschließt und an ihren Einsätzen teilnimmt, während er zugleich eine Beziehung zur auffällig andersartigen, jungen Frau Eureka entwickelt, die ebenfalls festes Besatzungsmitglied ist und einen besonderen Mach mit der Bezeichnung Nirvash Typ Zero steuert. Das Werk lässt sich den Genre Romantik, Science-Fiction und Shōnen zuordnen.

## Inhalt

### Welt
10.000 Jahre, nachdem die Menschen die Erde verlassen haben, siedeln sie auf einem Planeten, den sie das „Gelobte Land“ nennen. Ein großer Teil der Oberfläche ist von felsenartiger Beschaffenheit. Diese Masse, auch Scub Coral genannt, macht vermutlich den ganzen Planeten aus und wurde von dem Militärtechniker Adroc Thurston als Lebewesen erkannt. Diese Entdeckung aber wird vor der Bevölkerung geheim gehalten. Diese Masse hat mehrere Manifestationen, sogenannte Coralians. Eines bildet das zentrale Denkorgan, ein anderes, das Kute-class Coralian, das aus in der Atmosphäre konzentrierter Energie besteht. Dieses kann auch Angriffe auf den Körper des Lebewesens abwehren. Andere Formen treten als Humanoide auf, um mehr über die Menschen in Erfahrung zu bringen.
Durch dieses Lebewesen ist die Atmosphäre mit Energiepartikeln und -strömen durchzogen, die Trapar genannt werden. Diese werden insbesondere genutzt, um mit Flugschiffen darauf zu fahren oder mit LFOs darauf zu „surfen“. LFO, „Light finding Operation“ bezeichnet Mechas, riesige humanoide Roboter, die von Menschen in ihnen gesteuert werden. Militärische LFOs werden auch KLFs genannt, „Kraft Light Fighter“.
Auf dem Planeten gibt es unter den religiösen Gruppen die Vodarac, die die Trapar als Gedanken des Lebewesens im Planeten sehen. Sie wollen den Planeten schützen, da er auch ein Lebewesen ist. Wegen einiger extremistischer Fraktionen der Religion wird diese von der Regierung als gefährliche Gruppe eingestuft und bekämpft. Eine bedeutende Stadt für die Vodarac ist Ciudades del Cielo.
Neben den Vodarac gibt es noch die Rebellengruppe Gekkostate um Holland Novak. Diese ist eine Gruppe von LFO-Piloten, die auf dem Schlachtschiff Gekko-Go über den Planeten ziehen.

### Handlung
Der 14-jährige Renton Thurston lebt gemeinsam mit seinem Großvater in einer LFO-Werkstatt im Ort Bellforest, in dem sich Renton langweilt. Er ist begeistert von Hollands Gekkostate und deren Magazin ray=out. Sein Großvater sieht es nicht gerne, da sein Vater bei diesem Abenteuer starb und seine Schwester Diane verschwand. Als eines Tages die junge Eureka mit ihrem LFO Nirvash in die Werkstatt fliegt, wird sie von Rentons Großvater gebeten, nie wieder zu kommen. Doch Renton hat sich in sie verliebt, eilt ihr zu Hilfe und bringt ihr das Amita-Drive, eine Erweiterung für die Nirvash, die er von seinem Großvater erhalten hat. Im Cockpit der Nirvash setzt er durch das Amita Drive überraschend eine große zerstörerische Kraft, den Seven Swell Effect, frei. Als er von Holland und Eureka zu seinem Großvater zurückgebracht wird, erfährt er, dass die Nirvash einst von seinem Vater gebaut wurde. Er nimmt daraufhin Eurekas Angebot an und schließt sich den Gekkostate an, die an Bord des Schlachtschiffs Gekko leben.
Aber auch auf der Gekko quält Renton die Langeweile, da er noch nicht den richtigen Platz im Team gefunden hat. Er kommt nicht mit allen Teilen der Mannschaft zurecht und seine Liebe zu Eureka bleibt unerwidert. Auch ist die Besatzung meist damit beschäftigt, Geld zu beschaffen, da daran oft Mangel herrscht. Ihre Kinder wiederum betrachten ihn als Störfaktor. Das ändert sich erst, als Renton die Nirvash entwendet, um damit das Radar der Armee auszuschalten. Dafür erhält er jedoch zehn Tage Einzelarrest. Durch eine vorgetäuschte Auslieferung einer regierungsfeindlichen Vodarac an die Armee kann die Mannschaft Geld vom Militär beschaffen. Als die Vodarac nach Ciudades del Cielo in Sicherheit sind, erfährt Renton von Eurekas Vergangenheit, in der sie viel durchgemacht hat. Wegen seines Einsatzes beim Schutz von Ciudades del Cielo wird Renton nun vollwertiges Mitglied der Mannschaft.
Als die Gekko in eine geheimnisvolle Coralian-Wolke eintritt, ist Eureka kaum fähig, ihr LFO zu steuern. Sie rückt mit Renton gemeinsam aus und in der Wolke treffen sie auf ein KLF der Armee. Als die Wolke sich auflöst, gelingt es Renton noch, Eureka mit Medizin zu versorgen und mit ihr und der Nirvash zu verschwinden, bevor das Gebiet von der Armee und Holland beschossen wird. Eureka kann sich nur langsam wieder erholen. Während man Rohstoffe für die Reparatur der Gekko beschafft, geht es Eureka wieder schlechter. Sie verhält sich abweisend gegenüber Renton und sie streiten sich. Als die Mannschaft von der Armee angegriffen wird, verschwindet Eureka mit der Nirvash und Renton folgt ihr. Er findet sie, kann sie gerade noch retten und setzt dabei wieder eine ungewöhnliche Kraft ein. Doch danach geraten beide wieder in Streit.
Da er sich nun Eureka nicht mehr nähern darf, um sie nicht weiter zu belasten, und sich auch der Rest der Mannschaft von ihm fernhält, verlässt er die Gekkostate. Kurzzeitig kommt er beim Pärchen Charles und Ray Beam unter, erfährt jedoch bald, dass diese für die Regierung arbeiten und es ihr Ziel ist Gekkostate zu zerstören. Obwohl Ray und Charles wie echte Eltern für ihn waren, verlässt Renton auch ihr Schiff um zur Gekkostate zurückzukehren, da ihm wieder klar geworden ist wie wichtig ihm Eureka ist. Als nun auch Eureka erfährt, dass Renton die Mannschaft verlassen hat, macht sie sich Vorwürfe und den anderen wird klar, dass sie sich in ihn verliebt hat. Holland macht sich daher auf die Suche nach Renton. Zur gleichen Zeit lernt dieser den Farmer William kennen, der ihn rettete, nachdem er bei seiner Farm strandete, als er die Beams verlassen hatte und ziellos durch die Wildnis irrte. Williams Frau leidet an der sog. Verzweiflungskrankheit, bei der der Erkrankte die ganze Zeit wie erstarrt herumsitzt und eisern ein Compac Drive anstarrt. Als Renton William deshalb fragt, was mit seiner Frau los sei, erzählt William ihm seine und ihre Lebensgeschichte. Nachdem Renton sich erholt hat, verlässt er Williams Farm, um weiter nach der Gekkostate zu suchen. Derweil kommt Holland mit seiner Suche nach Renton nicht weiter, da der ganze Luftraum in der Nähe der Gekko vom Militär besetzt ist. Deshalb kehrt er ohne Renton zur Gekko zurück und muss Eureka nun erzählen, dass er Renton nicht gefunden hat, worauf sie am Boden zerstört ist und sich deshalb selbst auf die Suche nach ihm macht.
Nachdem sie eine Weile mit ihrem Reffboard unterwegs war, wird Eureka vom Militär entdeckt und soll gefangen genommen werden. Eureka und Holland sind beide ehemalige Mitglieder eines Sondereinsatzkommandos des Militärs, der SOF, und Holland hatte damals Eureka vom Militär entführt, um sie davor zu schützen, zu weiteren Gräueltaten missbraucht zu werden. Renton hat bereits die Gekko erreicht und erfährt, dass Eureka verschwunden ist, um nach ihm zu suchen. Daraufhin benutzt er die Nirvash, um sie vor den KLFs des Militärs zu retten. Nachdem beide dann im Cockpit der Nirvash sitzen, setzen sie mit Hilfe des Amita Drives alle KLFs des Militärs außer Gefecht, woraufhin sich dieses endlich zurückzieht und sie zur Gekko zurückkehren können.

## Anime
2005 produzierte das Studio Bones die Anime-Fernsehserie mit 50 Folgen. Regie führte Tomoki Kyoda, das Charakter-Design stammt von Ken’ichi Yoshida. Die künstlerische Leitung übernahmen Kazuo Nagai und Atsushi Morikawa. Bandai Entertainment war an der Produktion beteiligt. Die Erstausstrahlung in Japan erfolgte vom 17. April 2005 bis zum 2. April 2006 auf dem Mainichi Broadcasting System und Tokyo Broadcasting System.
Daneben existiert noch eine Spezialfolge namens New Order mit einer alternativen Fassung des Serienendes. Diese wurde 2006 auf der Veranstaltung SonyMusic Anime Fes.06 gezeigt und dann am 6. April 2012 (am vorigen Fernsehtag) im Fernsehen auf MBS und einen Tag später auf TBS anlässlich der kommenden Serie Eureka Seven AO; hat jedoch keine spezielle Beziehung zu dieser.
Die Serie wurde ab dem 26. April 2006 von Bandai Entertainment in den USA auf DVD herausgebracht. Von April 2006 bis 2007 lief die Serie auf dem Sender Cartoon Network im Format Adult Swim. In Kanada wurde die Eureka Seven auf dem Sender YTV mit Unterbrechungen von September 2006 bis November 2007 ausgestrahlt. Madman Entertainment brachte den Anime ab dem 16. August 2006 in Australien und ab dem 20. September 2006 in Neuseeland auf DVD heraus. Beez Entertainment veröffentlichte die Serie in Frankreich und ABS-CBN strahlte den Anime auf Tagalog aus.
Auf Deutsch veröffentlichte Beez Entertainment, vertrieben durch Al!ve, die Serie von 2007 bis 2008 auf 10 DVDs. Eine Ausstrahlung erfolgte ab dem 5. Juni 2007 auf Animax. Am 19. November 2010 fand eine deutsche Neuauflage als zwei Box-Sets statt.

### Synchronisation
| Rolle           | Japanischer Sprecher (Seiyū) | Deutscher Sprecher |
| --------------- | ---------------------------- | ------------------ |
| Renton Thurston | Yuko Sanpei                  | Raúl Richter       |
| Axl Thurston    | Aono Takeshi                 | Ernst Meincke      |
| Eureka          | Kaori Nazuka                 | Julia Meynen       |
| Holland         | Keiji Fujiwara               | Olaf Reichmann     |
| Matthieu        | Akio Nakamura                | Viktor Neumann     |
| Ken-Goh         | Tamio Ōki                    | Tilo Schmitz       |
| Dominic Sorel   | Yamazaki Shigenori           | Robin Kahnmeyer    |
| Anemone         | Ami Koshimizu                | Isabelle Schmidt   |

Die deutsche Synchronisation erfolgte durch Circle of Arts.

### Musik
Die von Naoki Satō komponierte Musik wurde von Aniplex produziert.
Für den Vorspann wurden vier verschiedene Titel verwendet:
- Days von Flow
- A Young Boy's Heart (少年ハート, Shōnen Hāto) von Home Made Kazoku
- To the Center of the Sun (太陽の真ん中へ, Taiyō no Mannaka e) von Bivattchee
- Sakura von Nirgilis

Des Weiteren wurden für die Abspanne verwendet:
- Secret Base (秘密基地, Himitsu Kichi) von Kozue Takada
- Fly Away von Izawa Asami
- Tip Taps Tip von Halcali
- Canvas von Coolon

Außerdem werden während der Folgen mehrere Lieder gespielt:
- Storywriter von Supercar
- Trance Ruined von Newdeal
- Draft Any Funk von Newdeal
- Get It By Your Hands von Hiroshi Watanabe
- Rainbow (虹, Niji) von Denki Groove

Der Soundtrack erschien auch auf drei CDs.

### Filme
Am 25. April 2009 erschien ein Film zur Serie mit dem Titel Kōkyōshihen Eureka Seven: Pocket ga Niji de Ippai (交響詩篇エウレカセブン ポケットが虹でいっぱい, Kōkyōshihen Eureka Sebun: Poketto ga Niji de Ippai) mit dem englischen Nebentitel Psalms of Planets Eureka seveN good night, sleep tight, young lovers. Der Film wurde von Kinema Citrus animiert, Regie führte jedoch abermals Tomoki Kyōda, Charakterdesigner war Kenichi Yoshida und Leiter für Spezialeffekte Yasushi Muraki. Der Film erschien am 24. Juni 2011 in Deutschland beim Anime-Label Kazé unter dem Titel Eureka Seven – Good Night, Sleep Tight, Young Lovers auf DVD.
Für die Erscheinungsjahre 2017, 2018 und (vorläufig) 2019 wurde je ein Teil einer Trilogie produziert, welche durch den Zusatz Hi-Evolution und die Nummer des Teils gekennzeichnet sind und unter anderem die Geschichte um den ersten „Summer of Love“ sowie weitere Zeiträume, die in der Serie nur angedeutet oder freigelassen wurden. Der Anspruch, den „Anfang von allem“ aufzudecken, wird beispielsweise realisiert durch die ausdrückliche Nennung der Figur Anemone im Titel des zweiten Teils.

## Weitere Veröffentlichungen

### Manga
Auf Basis des Animes erschien ein Manga gestaltet von Jinsei Kataoka und Kazuma Kondou im Magazin Monthly Shōnen Ace des Verlags Kadokawa Shoten von Juli 2005 bis Januar 2007. Die 23 Kapitel wurden in sechs Bänden zusammengefasst. Der Manga wurde auf Englisch von Madman Entertainment vertrieben und unter anderem auch ins Russische und Koreanische übersetzt. Carlsen Comics veröffentlicht die Bände auf Deutsch in einer Übersetzung von Antje Bockel. Bisher erschienen sechs Bände.
Ab November 2005 erschien bei Kadokawa Shoten ein weiterer Manga unter dem Titel Eureka Seven: Gravity Boys & Lifting Girl (エウレカセブン グラヴィティボーイズ&リフティングガール). Die zwei Bände erschienen auch auf Englisch. Der zweite Manga behandelt die Vorgeschichte der Videospiele, die wiederum vor der Animeserie spielen. Die Handlung dreht sich daher um zwei Charaktere der Spiele, Sumner Sturgeon und Ruri. In den Jahren 2012 und 2013 erschien außerdem im Magazin 4-Koma Nano Ace eine Adaption als Yonkoma-Manga unter dem Titel Eureka Seven nAnO.

### Romane
Zu Eureka Seven erschienen vier Romane von Tomonori Sugihara unter den Titeln Blue Monday, Unknown Pleasures, New World Order und Here to Stay.

### Videospiele
Es wurden drei Videospiele zu Eureka Seven entwickelt. Im Oktober 2005 erschien Eureka Seven vol. 1: New Wave für die PlayStation 2, das 2006 auch in Nordamerika herauskam. Im Mai 2006 folgte Eureka Seven: New Vision, ebenfalls für die PlayStation 2, das 2007 in Nordamerika herauskam. Das PlayStation-Portable-Spiel Eureka Seven V.2: Psalms of Planets erschien im April 2006.
Die Spiele wurden alle von Bandai produziert.

## Rezeption
Bei den fünften Tokyo Anime Awards 2006 gewann die Serie zusammen mit Mushishi und Black Jack den Preis für die beste Fernsehserie. Außerdem erhielt Dai Sato den Preis für das beste Screenplay und Kenichi Yoshida für das beste Charakter-Design. Kenichi Yoshida wurde zudem für seine Arbeit an Eureka Seven bei den zehnten Animation Kobe Awards 2005 ausgezeichnet. Außerdem gewann die Serie einen Preis beim 20. Digital Content Grand Prix in Japan 2006.
Bei einer Umfrage 2006 von TV Asahi stand Eureka Seven auf Platz 14 der beliebtesten Animeserie Japans.